# Corpi di Call-Exner

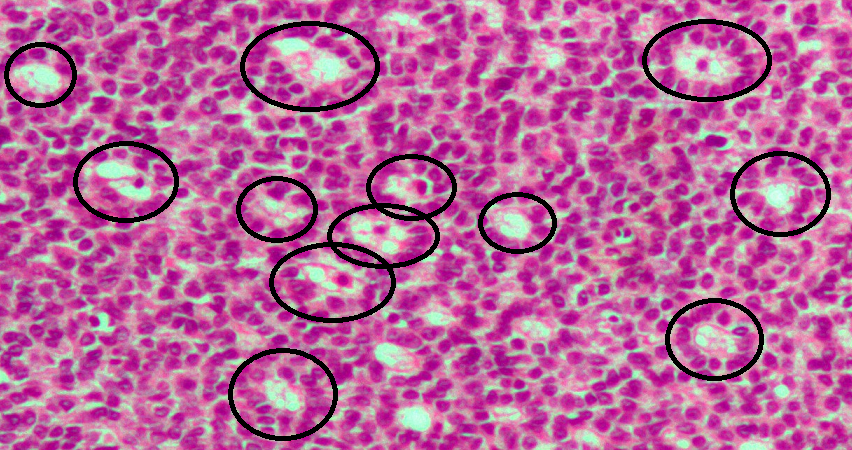
I corpi di Call–Exner evidenziati con cerchi neri in una microfotografia di un tumore a cellule della granulosa.

I corpi di Call-Exner sono strutture che si trovano nei follicoli secondari dell'ovaio di diverse specie, tra cui l'uomo e il ratto, ed in una varietà di tumori ovarici. Sono costituiti da cellule della granulosa, che formano corpi circolari intorno a delle cavità, rappresentano quindi follicoli abortivi circondati da cellule della granulosa.
A queste strutture è stato dato il nome di due scienziati che contribuirono alla loro identificazione: Emma Louise Call e Sigmund Exner.